# Rip van Winkle
Rip van Winkle è un racconto scritto da Washington Irving nel 1819 mentre Irving viveva a Birmingham, in Inghilterra. Fa parte della raccolta di racconti intitolata The Sketch Book of Geoffrey Crayon (Il libro degli schizzi di Geoffrey Crayon) dello stesso autore.

## Trama
La storia di Rip van Winkle è ambientata a cavallo della rivoluzione americana. Rip van Winkle, un abitante di origine olandese, vive in un bel villaggio ai piedi dei monti Catskill nello stato di New York. Essendo affabile, è amato da tutti tranne che dalla moglie, in quanto lo considera pigro e così trascura la sua casa e la sua fattoria. Un giorno d'autunno, scappa dai continui rimproveri della moglie, trovando rifugio sulle montagne. Dopo aver incontrato degli uomini vestiti in maniera strana - che si dice siano i fantasmi dell'equipaggio di Henry Hudson - che giocano a nine-pins. Rip, dopo aver bevuto dei loro superalcolici, si siede a terra sotto un albero ombroso, addormentandosi profondamente.
Dopo vent'anni, Rip si sveglia e ritorna nel suo villaggio, inconsapevole di quanto abbia dormito. Giunto a casa, scopre che la moglie non c’è più e che i suoi amici più vicini sono emigrati o morti in guerra. Rip si mette nei guai dichiarandosi un fedele suddito di Re Giorgio III, non sapendo che nel frattempo la rivoluzione americana ha reso l'America indipendente dall'Inghilterra. Viene però riconosciuto da un vecchio del posto. La figlia di Rip, ormai adulta, lo ospita a casa sua. Rip ritorna alla sua pigrizia e nonostante l'assurdità della sua storia egli viene creduto dai vecchi coloni olandesi, alcuni dei quali, scontenti del trattamento ricevuto dalle proprie mogli, iniziano a desiderare di avere la sua stessa sorte.

## Edizioni in italiano
- Washington Irving, Rip Van Winkle: scritto postumo di Dieterico Knickerbocker; traduzione di Giorgina D. F, Tip. Paroni, Vicenza 1882
- Washington Irving, Rip van Winkle, con disegni di Arturo Rackham, Istituto italiano d'arti grafiche, Bergamo 1908
- Washington Irving, La montagna prodigiosa, prima versione italiana di Federigo Verdinois, Soc. Ed. Partenopea, Napoli 1911 (F. Ricciardi)
- Washington Irving, Rip Van winkle: Con brevissimi cenni sulla vita dell'autore e sulle Sue opere più importanti del prof. F. N. Pagnucco, Tip. E. Cattaneo, Novara 1930
- Washington Irving, Rip Van Winkle, a cura di Aurelio Zanco, Il Nuraghe, Cagliari 1933
- Washington Irving, Rip Van Winkle and the wife: with notes [di] A. Sardo. In conformità dei nuovi programmi, Albrighi, Segati e C., Roma 1933 (Città di Castello, Tip. S. Lapi)
- Washington Irving, Rip Van Winkle and the spectre bridegroom: Con introduzione e note a cura di Ada Franzinetti Guastalla, G. B. Paravia e C., Torino 1935
- Washington Irving, Rip Van winkle: testo inglese con prefazione di Emilio Loliva, Tip. A. De Robertis e Figli, Putignano 1945
- Washington Irving, Rip van winkle and the spectre bridegroom, introduzione e note di Ada Franzinetti Guastalla, Paravia, Torino 1955
- Washington Irving, Il monte misterioso,  Versione di Giuditta Citterio; illustrazioni di Nardini, Fabbri, Milano 1966
- Washington Irving, Rip Van Winkle; La leggenda della valle addormentata, con le illustrazioni di Barry Moser; introduzione di Claudio Gorlier; traduzione di Lamberto Gramisch, TEA, Milano 1992
- Washington Irving, La leggenda di Sleepy Hollow e Rip Van Winkle, traduzione di Danilo Rini; a cura di Paola Moretti, Wizarts, Porto Sant'Elpidio 2003
- Washington Irving, Rip Van Winkle: a posthumous writing of Diedrich Knickerbocker, traduzione di Annalisa Garavaglia, Gruppo Editoriale l'Espresso, Roma 2009
- Washington Irving, Rip Van Winkle, RCS MediaGroup, Milano 2012
- Washington Irving, Rip Van Winkle, introduzione di Mario Maffi, Nova Delphi, Roma 2013

## Trasposizioni in altri media
Nel 1866, il commediografo Dion Boucicault scrisse per il teatro Rip van Winkle or The Sleep of Twenty Years, un testo che ebbe diverse versioni cinematografiche.
La storia di Rip van Winkle, sia quella originale di Irving, sia quella di Boucicault, è stata portata numerose volte sullo schermo. Nel 1903, ci furono tre adattamenti del racconto con lo stesso titolo; nel 1905, Georges Méliès girò La Légende de Rip Van Winkle. Ne esistono anche delle versioni televisive.

### Filmografia
- Rip Passing Over the Mountain, con Joseph Jefferson (1896)[6]
- Rip van Winkle, regia di William K. L Dickson (1903)
- La Légende de Rip Van Winkle, regia di Georges Méliès (1905)[7]
- Rip van Winkle, regia di Otis Turner (1908)[8]
- Rip van Winkle, prodotto dalla Columbia Film Company (1910)[9]
- Rip van Winkle, prodotto dalla Thanhouser Film Corporation (1910)[10]
- Rip van Winkle, regia di Charles Kent (1912)[11]
- Rip van Winkle, prodotto dalla Reliance (1912)[12]
- Rip van Winkle, regia di W.J. Lincoln (1912)[13]
- Rip van Winkle, prodotto dalla Rolfe Photoplays (1914)[14]
- Rip van Winkle, regia di Stuart Kinder (1914)[15]
- Rip van Winkle, regia di Edward Ludwig (1921)[16]
- Rip van Winkle, cortometraggio del 1924 diretto da Bryan Foy[17]
- Rip van Winkle, corto di animazione di Will Vinton (1978)[18]

### Fumetto, animazione e videogiochi.
- La storia a fumetti disneyana del 1950 Paperino e la cimice Tuff-Tuff, scritta e disegnata da Carl Barks, è ispirata al racconto Rip van Winkle. In questa storia Qui, Quo e Qua, per fare uno scherzo al loro zio Paperino, gli fanno credere di aver dormito per quarant'anni, dopo avergli attaccato al becco una lunga barba posticcia.
- L'episodio 35 della seconda stagione della serie animata I Puffi è intitolato Puffo van Winkle, e narra del Puffo Pigrone che vive una situazione simile a quella di Rip van Winkle: i suoi amici Puffi gli fanno credere infatti di aver dormito per almeno trecento anni, e che in quel lasso di tempo tutto sia profondamente cambiato.
- Nel film Lamù - Beautiful Dreamer, vi è un accenno della storia di Rip van Winkle, per il misterioso fenomeno che la città sembra stia rivivendo più volte lo stesso giorno.
- Uno dei personaggi del manga Hellsing, pur essendo una donna, si chiama Rip van Winkle; questo perché quando era giovane rimase per un lungo periodo in coma, risvegliandosi in un mondo ormai cambiato e diverso da come lei lo ricordava[senza fonte]
- Nel film Evangelion: 2.0 You Can (Not) Advance Kaji, dopo essere tornato a Neo-Tokyo III, paragona il suo ricordo della complicatezza delle metro giapponesi a Rip van Winkle.
- Nel videogioco Red Dead Redemption II, sviluppato da Rockstar Games, il fuorilegge John Marston si presenta ad alcuni membri dell’agenzia investigativa Pinkerton attraverso lo pseudonimo di Rip Van Winkle.